# Leknes
Leknes es una ciudad situada en el municipio de Vestvågøy, en la provincia de Nordland, Noruega. Tiene una población estimada, a inicios de 2022, de 3722 habitantes.
Es el centro administrativo del municipio.
La ciudad está ubicada en el centro geográfico de las islas Lofoten, aproximadamente 68 km al oeste de Svolvær y 65 km al este de Å.
Leknes es el centro comercial de las islas Lofoten, solo rivalizado por Svolvær. 
La localidad tiene un aeropuerto, el aeropuerto de Leknes, para vuelos regionales. También cuenta con una pequeña estación de autobuses que sirve como centro de conexión con enlaces por autobús con el resto de Lofoten. 
Es una "ciudad hermanada" con Gravdal. 